# Steinbrunn-le-Haut
Pour les articles homonymes, voir Steinbrunn.
Steinbrunn-le-Haut (en allemand et dialecte alsacien Obersteinbrunn) est une commune française située dans l'aire d'attraction de Mulhouse et faisant partie de l'Alsace (circonscription administrative du Haut-Rhin), en région Grand Est.
Cette commune se trouve dans la région historique et culturelle d'Alsace.

## Géographie
Cette commune du sud du Haut-Rhin appartient au Sundgau, région de collines située au Sud de Mulhouse distante de 12 km. Le relief vallonné est drainé par le Muehlbach, ruisseau qui prend sa source en limite sud-ouest du ban communal (vers Obermorschwiller).
Point culminant : le Galgen 404 m, situé au nord-ouest du village et adossé au ban communal de Zillisheim.
| Zillisheim       | Flaxlanden         | Steinbrunn-le-Bas |
| Luemschwiller    | Steinbrunn-le-Haut | Rantzwiller       |
| Obermorschwiller | Wahlbach           |                   |

### Hydrographie

#### Réseau hydrographique
La commune est dans le bassin versant du Rhin au sein du bassin Rhin-Meuse. Elle est drainée par le Riedgraben,.

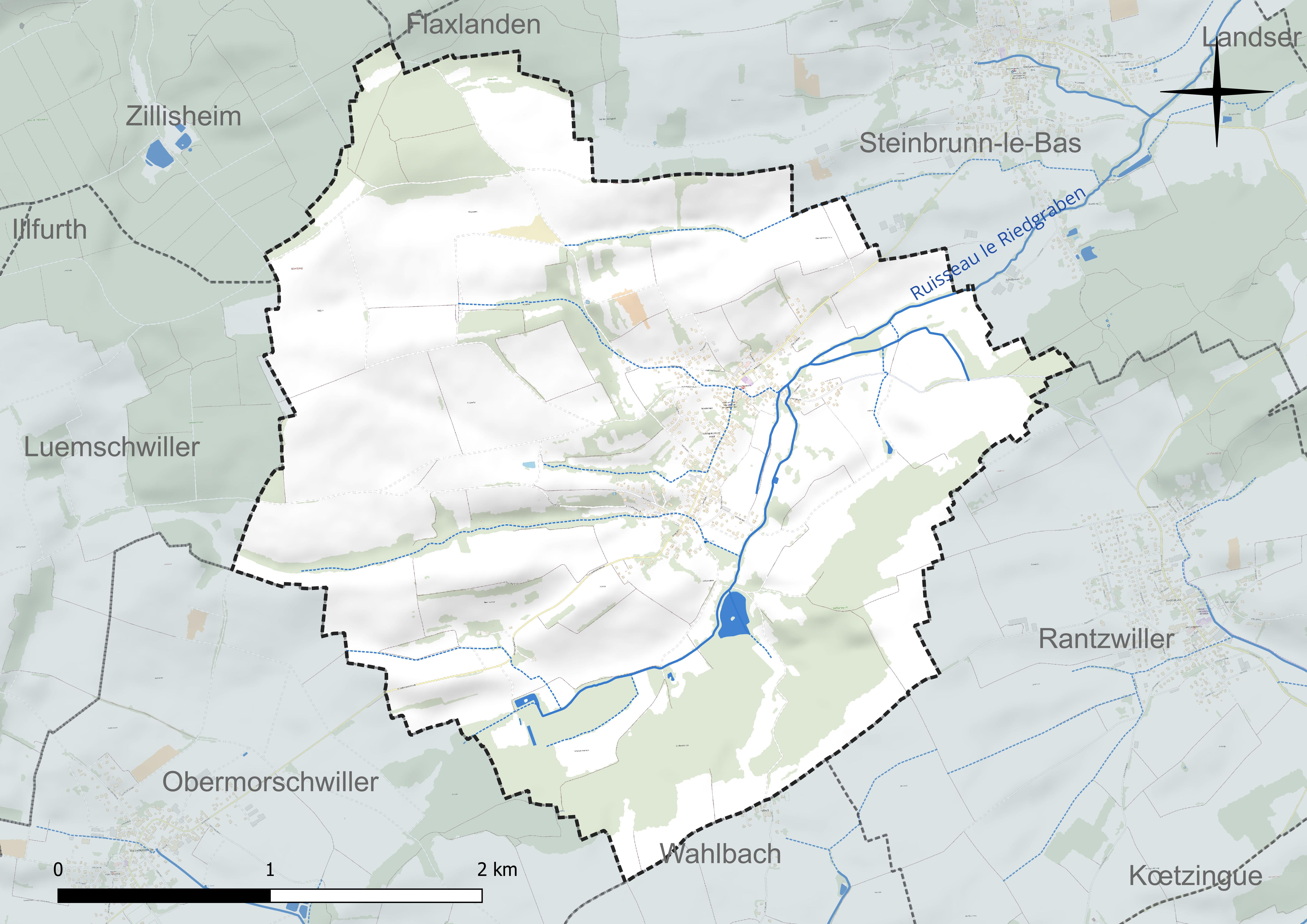
Réseau hydrographique de Steinbrunn-le-Haut.

#### Gestion et qualité des eaux
Le territoire communal est couvert par le schéma d'aménagement et de gestion des eaux (SAGE) « Ill Nappe Rhin ». Ce document de planification concerne la nappe phréatique rhénane, les cours d'eau de la plaine d'Alsace et du piémont oriental du Sundgau, les canaux situés entre l'Ill et le Rhin et les zones humides de la plaine d'Alsace. Le périmètre s’étend sur 3 596 km2. Il a été approuvé le 17 janvier 2005. La structure porteuse de l'élaboration et de la mise en œuvre est la région Grand Est. 
La qualité des cours d’eau peut être consultée sur un site dédié géré par les agences de l’eau et l’Agence française pour la biodiversité. 

### Climat
Pour des articles plus généraux, voir Climat du Grand Est et Climat du Haut-Rhin.
En 2010, le climat de la commune est de type climat des marges montargnardes, selon une étude du Centre national de la recherche scientifique s'appuyant sur une série de données couvrant la période 1971-2000. En 2020, Météo-France publie une typologie des climats de la France métropolitaine dans laquelle la commune est exposée à un climat semi-continental et est dans la région climatique  Vosges, caractérisée par une pluviométrie très élevée (1 500 à 2 000 mm/an) en toutes saisons et un hiver rude (moins de 1 °C). 
Pour la période 1971-2000, la température annuelle moyenne est de 10,3 °C, avec une amplitude thermique annuelle de 17,8 °C. Le cumul annuel moyen de précipitations est de 792 mm, avec 9,1 jours de précipitations en janvier et 9,1 jours en juillet. Pour la période 1991-2020, la température moyenne annuelle observée sur la station météorologique de Météo-France la plus proche, « Mulhouse », sur la commune de Mulhouse à 10 km à vol d'oiseau, est de 11,1 °C et le cumul annuel moyen de précipitations est de 747,6 mm. 
La température maximale relevée sur cette station est de 39,4 °C, atteinte le 13 août 2003 ; la température minimale est de −21,5 °C, atteinte le 10 février 1956,,. 
Les paramètres climatiques de la commune ont été estimés pour le milieu du siècle (2041-2070) selon différents scénarios d'émission de gaz à effet de serre à partir des nouvelles projections climatiques de référence DRIAS-2020. Ils sont consultables sur un site dédié publié par Météo-France en novembre 2022.

## Urbanisme

### Typologie
Au 1er janvier 2024, Steinbrunn-le-Haut est catégorisée commune rurale à habitat dispersé, selon la nouvelle grille communale de densité à sept niveaux définie par l'Insee en 2022.
Elle est située hors unité urbaine. Par ailleurs la commune fait partie de l'aire d'attraction de Mulhouse, dont elle est une commune de la couronne,. Cette aire, qui regroupe 132 communes, est catégorisée dans les aires de 200 000 à moins de 700 000 habitants,.

### Occupation des sols
L'occupation des sols de la commune, telle qu'elle ressort de la base de données européenne d’occupation biophysique des sols Corine Land Cover (CLC), est marquée par l'importance des territoires agricoles (76,4 % en 2018), en diminution par rapport à 1990 (77,9 %). La répartition détaillée en 2018 est la suivante : 
terres arables (40,9 %), zones agricoles hétérogènes (35,5 %), forêts (19,4 %), zones urbanisées (4,2 %). L'évolution de l’occupation des sols de la commune et de ses infrastructures peut être observée sur les différentes représentations cartographiques du territoire : la carte de Cassini (XVIIIe siècle), la carte d'état-major (1820-1866) et les cartes ou photos aériennes de l'IGN pour la période actuelle (1950 à aujourd'hui).

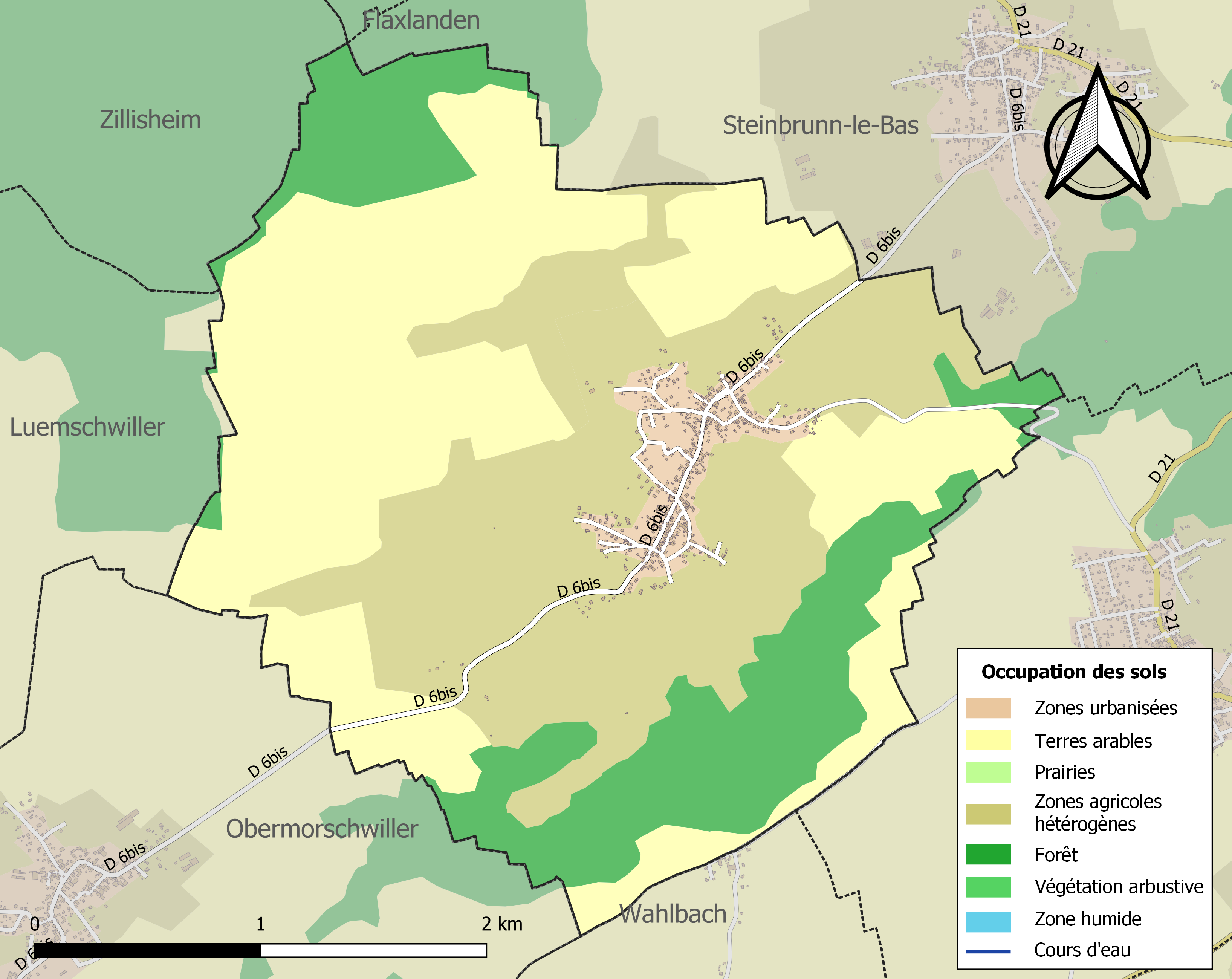
Carte des infrastructures et de l'occupation des sols de la commune en 2018 (CLC).

## Histoire
Les biens des Reinach ont été  confisqués à la Révolution. Le château du haut et les bâtiments furent vendus et détruits en 1794. Non loin du château se trouvait une belle chapelle dédiée à saint Sigismond qui appartenait également à la famille de Reinach. Le château du bas confisqué fut vendu en 1794 et abrite aujourd'hui la mairie. En 1914, un vestige d'une villa romaine contenant un hypocauste et un bain est mis au jour. À la sortie sud-ouest de Steinbrunn-le-Haut, les eaux d'une source appelée Oberbrunnenn sont utilisées dès l'antiquité.
Au Moyen Âge, le couvent d'Einsiedeln en 1025, les johannites = Chevaliers de Malte de Mulhouse en 1663 et le prieuré Saint Alban de Bâle y sont possessionnés, alors que l'abbaye de Lucelle y détient un moulin seigneurial dès 1283 et les nobles de Steinbrunn une cour colongère. Les archives montrent que le 30 novembre 1270, la petite communauté juive de Guebwiller (appartenant à l'Abbaye de Murbach depuis 774) est déboutée « de (ses) doléances et renonce à entreprendre une action en justice pour les supposés dommages prétendument causés par l'abbé Berthold de Steinbrunn et ses prédécesseurs ».
Appartenant à la seigneurie habsbourgeoise de Landser, le village est inféodé à tour de rôle aux Steinbrunn, aux Rathsamhausen et enfin du XVIe siècle à la Révolution aux Reinach-Steinbrunn.
En 1611 et en 1629, des épidémies déciment le village, et en 1635, les Suédois dévastent la localité et saccagent les deux châteaux, Oberschloss et Unterschloss, appartenant à la famille de Reinach.
Au XIXe siècle, une petite communauté juive d'une trentaine de personnes y possède une synagogue et une école privée. Pendant la Première Guerre mondiale, le village sert de cantonnement aux troupes allemandes qui y installent un camp pour les prisonniers roumains et italiens.

### Héraldique
| Blason de Steinbrunn-le-Haut | Les armes de Steinbrunn-le-Haut se blasonnent ainsi : « Parti, au 1er de gueules à la clé d'or, le panneton en chef à sénestre, au 2d d'or au lion à la queue fourchue de gueules, lampassé de même, la tête et le col d'azur. » |

## Politique et administration
| Période                                  | Période  | Identité       | Étiquette | Qualité |
| ---------------------------------------- | -------- | -------------- | --------- | ------- |
| avant 1981                               | ?        | Raymond Fleury | DVG       |         |
| mars 2008                                | 2014     | Louis Gubiani  |           |         |
| octobre 2014                             | En cours | Vincent Strich |           |         |
| Les données manquantes sont à compléter. |          |                |           |         |

## Démographie
L'évolution du nombre d'habitants est connue à travers les recensements de la population effectués dans la commune depuis 1793. Pour les communes de moins de 10 000 habitants, une enquête de recensement portant sur toute la population est réalisée tous les cinq ans, les populations de référence des années intermédiaires étant quant à elles estimées par interpolation ou extrapolation. Pour la commune, le premier recensement exhaustif entrant dans le cadre du nouveau dispositif a été réalisé en 2006.

En 2022, la commune comptait 670 habitants, en évolution de +16,32 % par rapport à 2016 (Haut-Rhin : +0,66 %, France hors Mayotte : +2,11 %).
| 1793 | 1800 | 1806 | 1821 | 1831 | 1836 | 1841 | 1846 | 1851 |
| ---- | ---- | ---- | ---- | ---- | ---- | ---- | ---- | ---- |
| 620  | 679  | 714  | 689  | 783  | 792  | 804  | 854  | 825  |

| 1856 | 1861 | 1866 | 1871 | 1875 | 1880 | 1885 | 1890 | 1895 |
| ---- | ---- | ---- | ---- | ---- | ---- | ---- | ---- | ---- |
| 757  | 771  | 805  | 846  | 808  | 831  | 837  | 787  | 801  |

| 1900 | 1905 | 1910 | 1921 | 1926 | 1931 | 1936 | 1946 | 1954 |
| ---- | ---- | ---- | ---- | ---- | ---- | ---- | ---- | ---- |
| 739  | 693  | 650  | 556  | 509  | 498  | 492  | 496  | 483  |

| 1962 | 1968 | 1975 | 1982 | 1990 | 1999 | 2006 | 2011 | 2016 |
| ---- | ---- | ---- | ---- | ---- | ---- | ---- | ---- | ---- |
| 473  | 435  | 421  | 491  | 528  | 539  | 590  | 579  | 576  |

| 2021 | 2022 | - | - | - | - | - | - | - |
| ---- | ---- | - | - | - | - | - | - | - |
| 650  | 670  | - | - | - | - | - | - | - |

## Lieux et monuments
- Église Saint-Maurice.
- Galgen ou gibet (ancien lieu de pendaison).
- Manoir ou Mairie ; ancien château, ancienne demeure de la famille des « Reinach von Obersteinbrunn ».

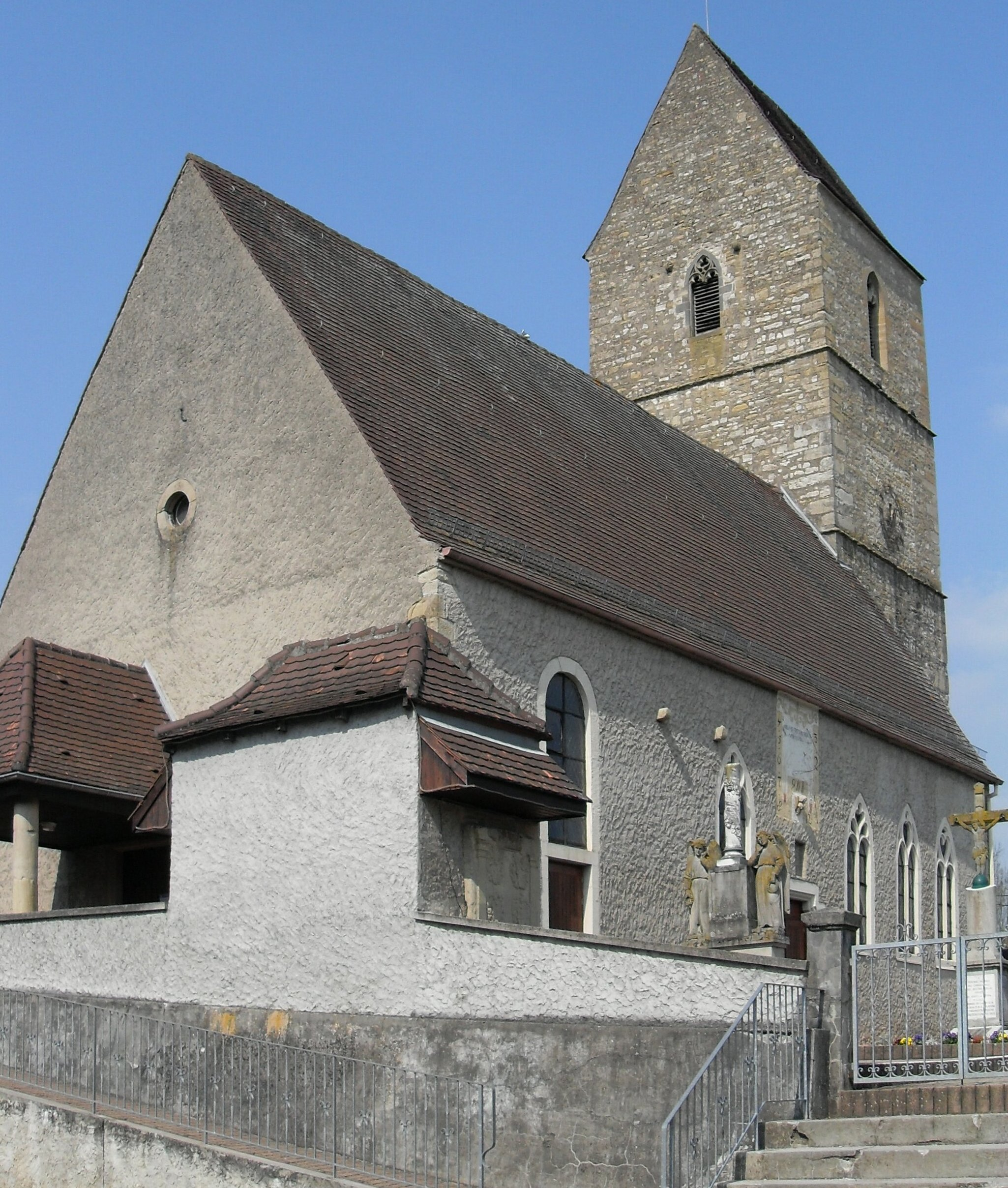
L'église Saint-Maurice.
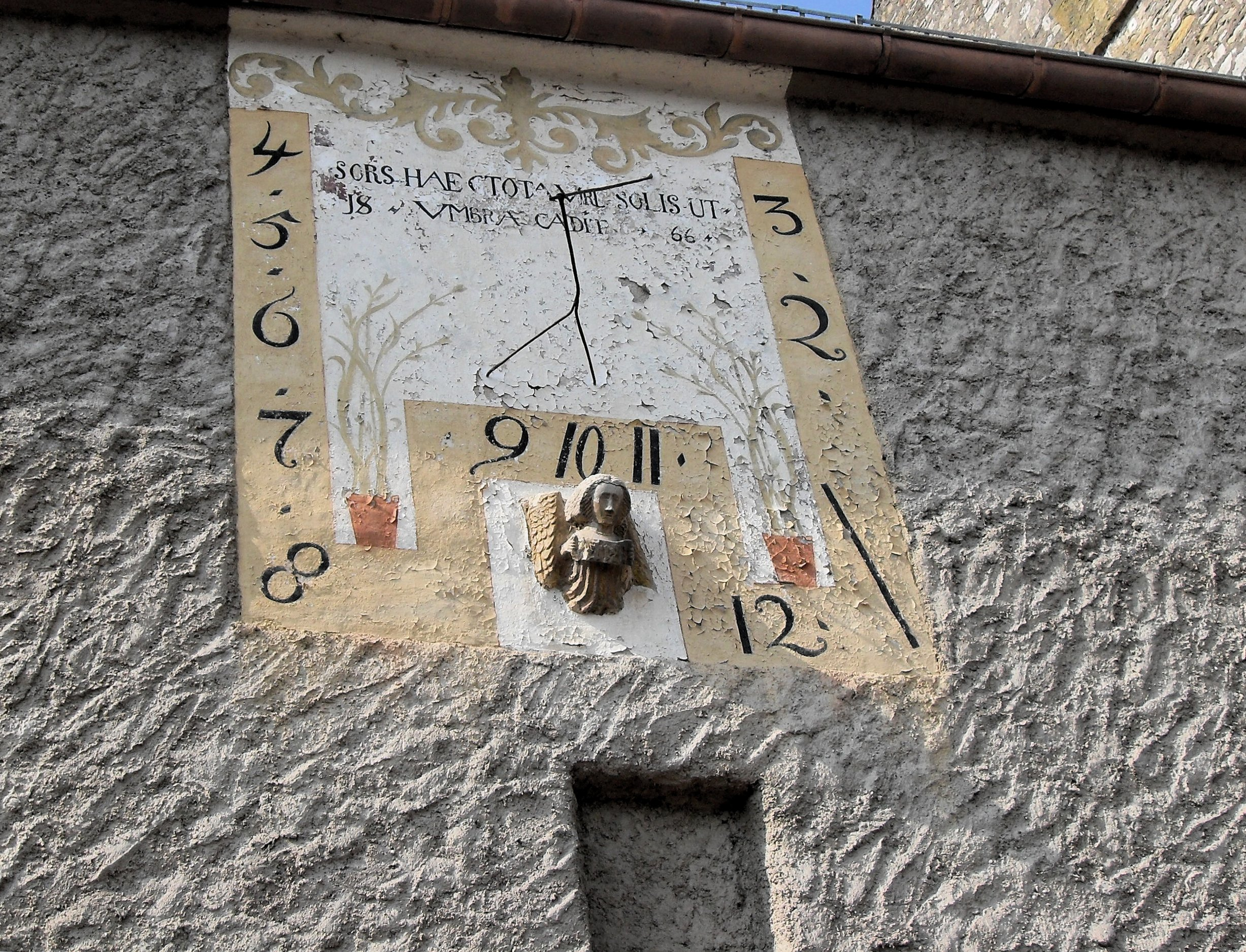
Cadran solaire à l'église.
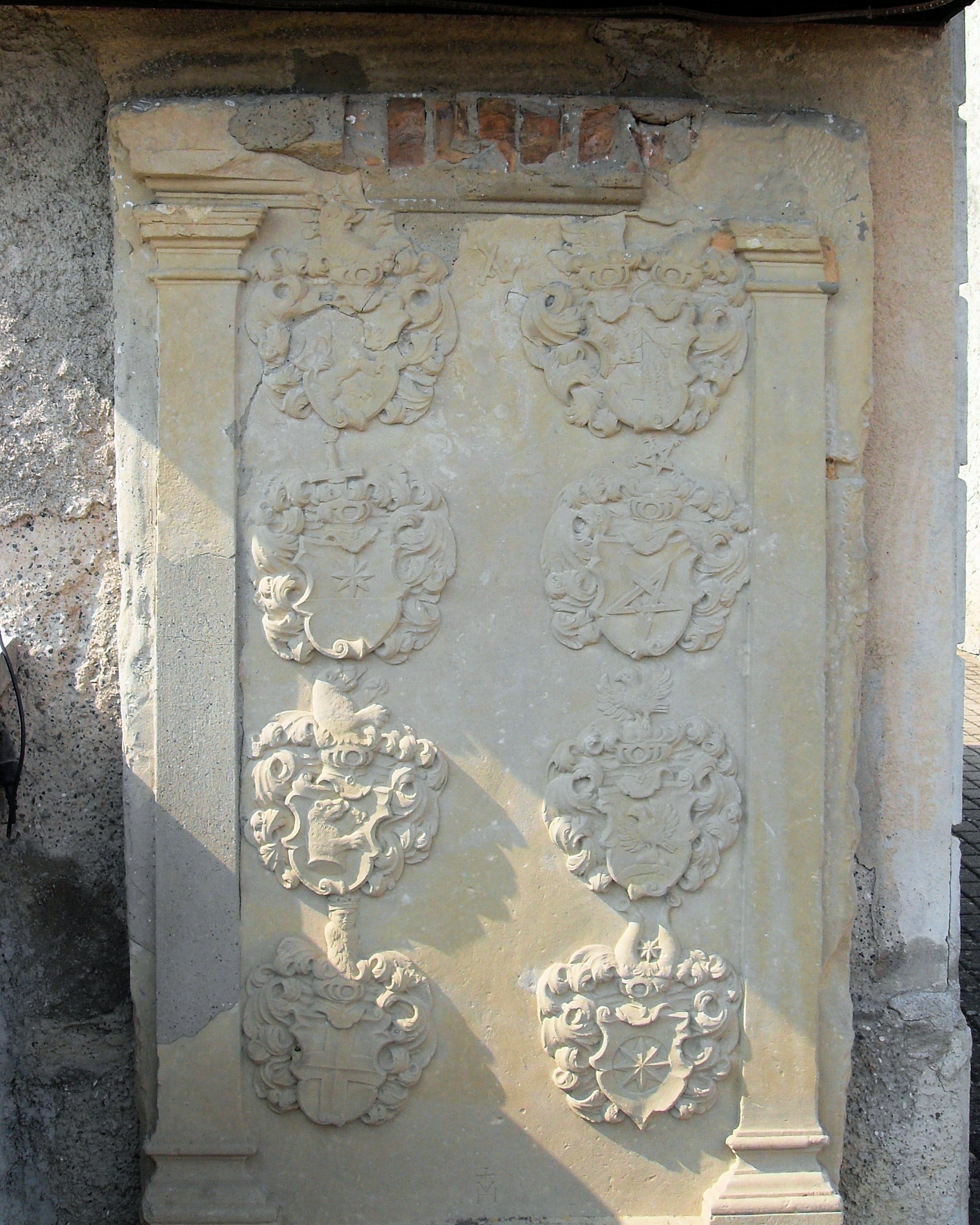
Pierre tombale avec huit blasons.

## Personnalités liées à la commune
- Monseigneur Alphonse Gérard Bannwarth, évêque de Soissons, Laon et Saint-Quentin de 1961 à 1991.
- Janalla Jarnach (1917-2004), résistante et bénévole humanitaire française, fondatrice de l'association La roue tourne.

## Galerie

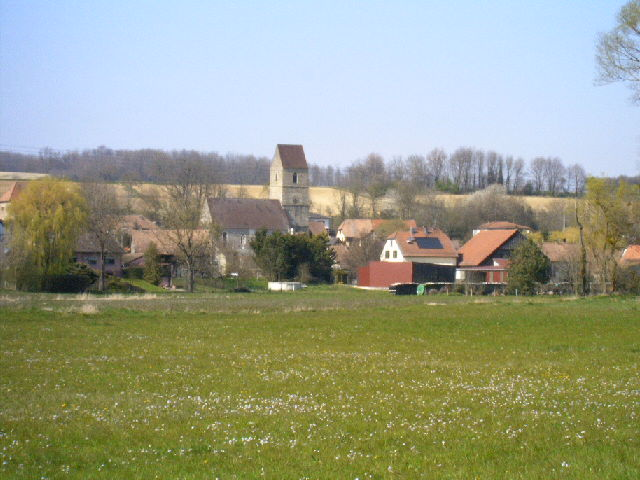
Vue du village.
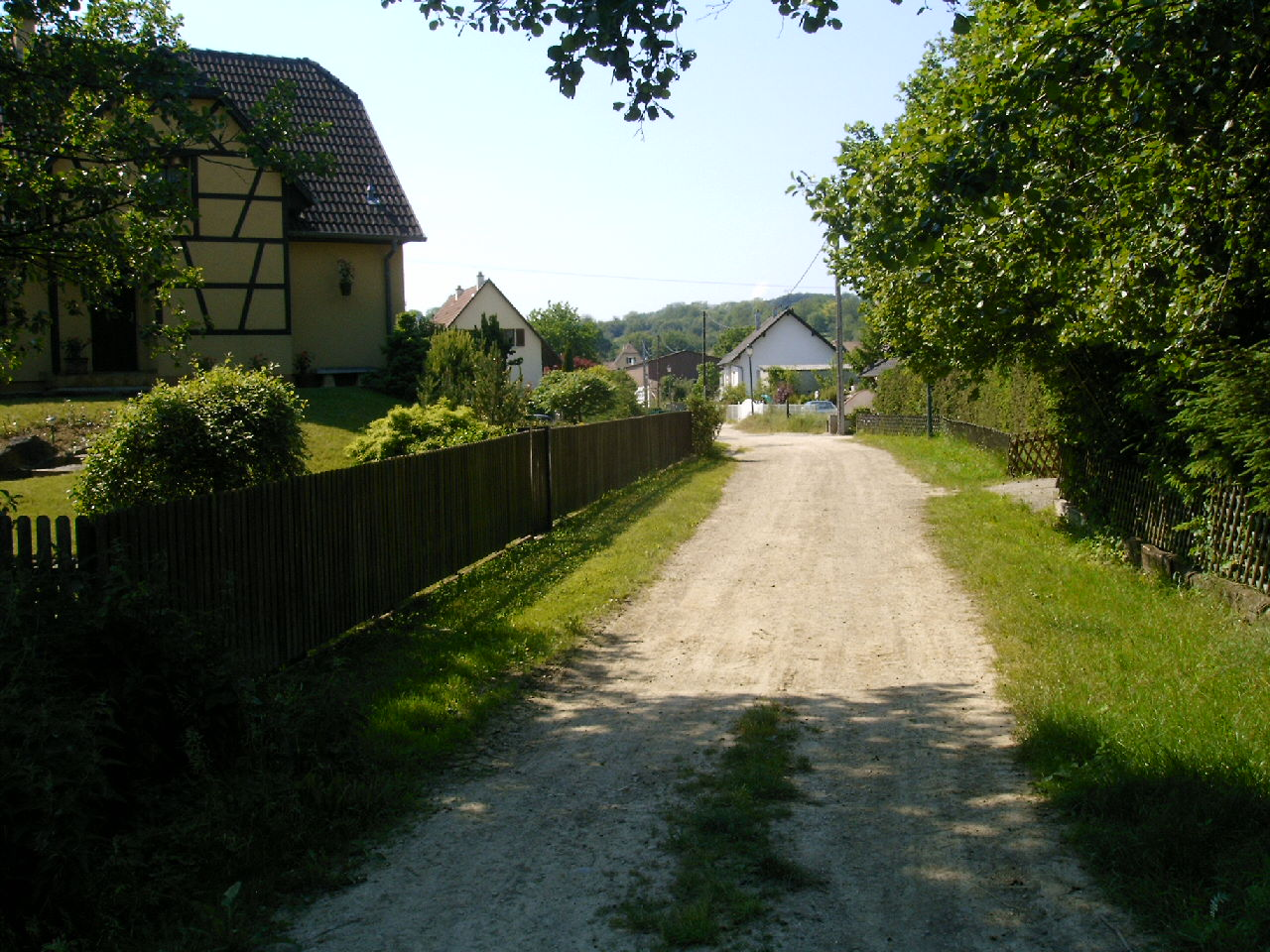
La rue des Aulnes.